# Cursed Mountain
Cursed Mountain (рус. Проклятая гора) — компьютерная игра в жанре survival horror, разработанная компанией Sproing Interactive совместно с Deep Silver, которая также выступила в качестве издателя. Игра вышла на приставке Wii в 2009 году, а в 2010 была портирована на PC. В игре рассказывается об альпинисте, который ищет своего брата на горе в Гималаях.

## Сюжет
Действие Cursed Mountain происходит в поздние 1980-е. Вся игра проходит на горе Чомо Лонзо, расположенной в Гималаях, которую местные жители зовут «Священная» (англ. the Sacred One).
Главный герой игры, Эрик Симмонс, ищет своего потерянного брата, Френка, который был нанят Эдвардом Беннеттом, чтобы тот нашёл священный артефакт под названием «терма». Богиня горы разозлилась и послала на Чомо Лонзо сильное проклятие, тем самым заключив Френка и всех, кто не успел уйти вовремя, в ловушку.

## Геймплей
Противниками в игре являются злые души монахов и альпинистов, оказавшиеся заточёнными в Бардо, сверхъестественном месте, находящимся между этой жизнью и следующей. Играя на Wii, игроку придётся использовать Wii Remote, чтобы отбиваться и сражаться с ними. Также игра использует и другие возможности Wii Remote, например, встроенный спикер.
Уничтожение призраков происходит как особым священным топором наотмашь, так и прицеливанием из него, после чего делается энергетический выстрел. Также для убийства призраков используются комбо, когда они находятся на последней стадии бессилия. Для этого нужно нацелиться магическим топором на сверкающий шар, возникающий в груди призрака, далее появляется комбо — нужно соединить курсором между собой фигуры, и призрак умирает.

## Отзывы
| Сводный рейтинг | Сводный рейтинг |
| Агрегатор       | Оценка          |
| --------------- | --------------- |
| GameRankings    | 69,43 %         |
| Metacritic      | 67              |